# Eaux profondes
Pour les articles homonymes, voir Eaux profondes (homonymie).
Eaux profondes (titre original : Deep Water) est un roman policier de l’autrice américaine Patricia Highsmith, publié en 1957.
Ce thriller psychologique a été adapté au cinéma par Michel Deville sous le titre Eaux profondes en 1981 puis en 2021 par Adrian Lyne.

## Résumé
Dans la petite ville cossue de Little Wesley, Victor Van Allen, un éditeur qui semble accepter de bonne grâce les incartades de sa femme, décide d’y mettre un frein. Aussi laisse-t-il sous-entendre à ses nombreux prétendants qu’il pourrait être le responsable de la mort du dernier amant en date, un certain Malcolm McRae. Quand le vrai coupable est arrêté, Melinda, rassurée, amorce une nouvelle liaison. Vic a pourtant trop savouré l'ascendant qu'il a eu sur sa femme tant qu'il passait à ses yeux pour un assassin. Cette fois, Vic tue l'amant, et sa femme est la seule à le croire coupable. Elle choisit la plus dangereuse des options : le défi. 

## Adaptations cinématographiques
- 1981 : Eaux profondes, film français de Michel Deville, avec Isabelle Huppert et Jean-Louis Trintignant
- 2022 : Eaux profondes (Deep Water), film américain d'Adrian Lyne, avec Ben Affleck et Ana de Armas

## Sources
- Jean Tulard, Dictionnaire du roman policier : 1841-2005. Auteurs, personnages, œuvres, thèmes, collections, éditeurs, Paris, Fayard, 2005, 768 p. (ISBN 978-2-915793-51-2, OCLC 62533410), p. 241.